# 麻酔中のアレルギー
麻酔中のアレルギー（Allergic_reactions_to_anesthesia、ますいちゅうのアレルギー）とは、手術や麻酔中に起こる生命を脅かす過敏反応。
その発生率は、約10,000件に1件である 。麻酔薬に対する重篤なアレルギー反応はまれで、通常は麻酔薬以外の要因に起因する。局所麻酔薬による有害作用は、特にアレルギーと誤診されることが多いが、稀である。神経筋遮断薬、天然ゴムラテックス、抗生物質が、手術中の重篤なアレルギー反応の最も多い原因である。重篤なアレルギー、すなわちアナフィラキシーに対しては、アドレナリンが治療の主軸となる。

## 疫学
2009年、麻酔専門誌Anesthesiology誌の報告では、アナフィラキシーの発生率は麻酔症例10,000-20,000件に1件と推定されている。日本では、2012－2016年の間に400例の周術期のアナフィラキシーショックが報告され、発生頻度は10万例中4.41例であった。400例中、心停止は11例、死亡は4例であった。原因薬物に関しては、フランスでの解析では、上位3位が、神経筋遮断薬 61.6%、ラテックス 16.6%、抗生物質 8.3%で占められていた。リスク因子は、男性、肥満、緊急手術、高血圧、心血管疾患、β遮断薬服用であり、これらが揃っている患者は非常にリスクが高い。

## 術中診断

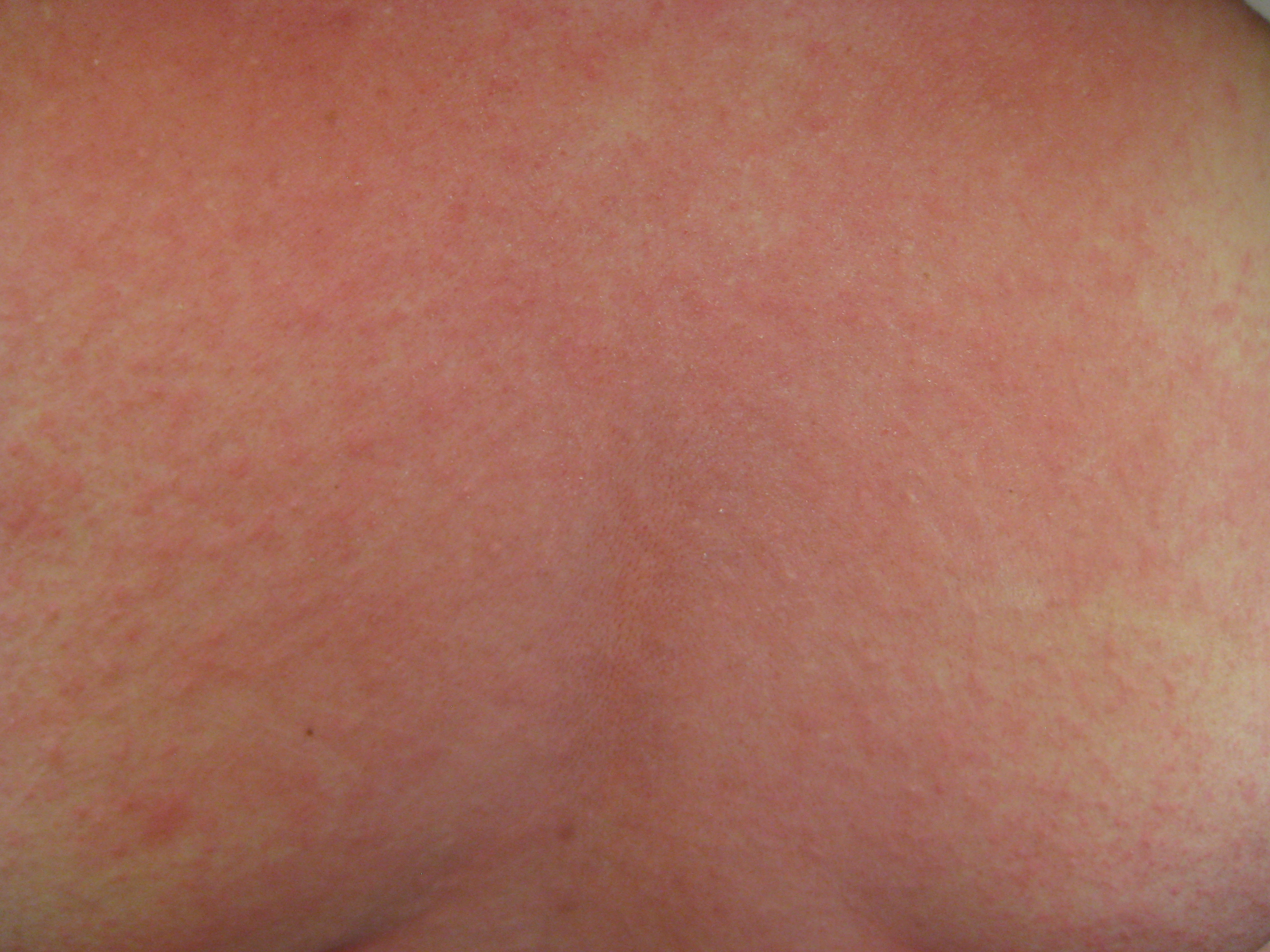
アナフィラキシーによる前胸部の赤い皮疹。手術中や麻酔中は必ずしも、この皮膚症状が起こるとは限らない。

迅速な治療を成功させるためには、迅速な診断が必要である。診断は、低血圧、じんましん、喘鳴、発疹、目の周囲や口やのどの腫れ、呼吸困難などの症状の認識によって行われる。しかしながら、全身麻酔中は患者には意識が無いために、患者の主訴が乏しい上に、覆布などで身体が覆われており、皮膚所見が気付かれにくい。よって、成人の重症アレルギー、すなわちアナフィラキシーの5割は、血圧低下、循環虚脱、心停止で気付かれる。小児の場合は、咽頭・喉頭浮腫、気管支痙攣などの呼吸器症状で気付かれることが多い。周術期のアナフィラキシーの90%は麻酔導入時に発症し、そのタイミングは通常、抗原暴露から30分以内であるものの、数秒から数分で急激に悪化することもある。発症時早期のトリプターゼ、ヒスタミンの血液検査は診断の補助となる。

## 予防
コルチコステロイドと抗ヒスタミン薬の麻酔前投薬は発症予防の意義の上では、ほとんど意味が無い。一般的な患者に、麻酔薬やラテックス製品に対してのスクリーニング検査は不要である。以前の麻酔中にアレルギー反応のあった患者はハイリスクである。十分な情報収集を行い、被疑薬は使わないようにする。

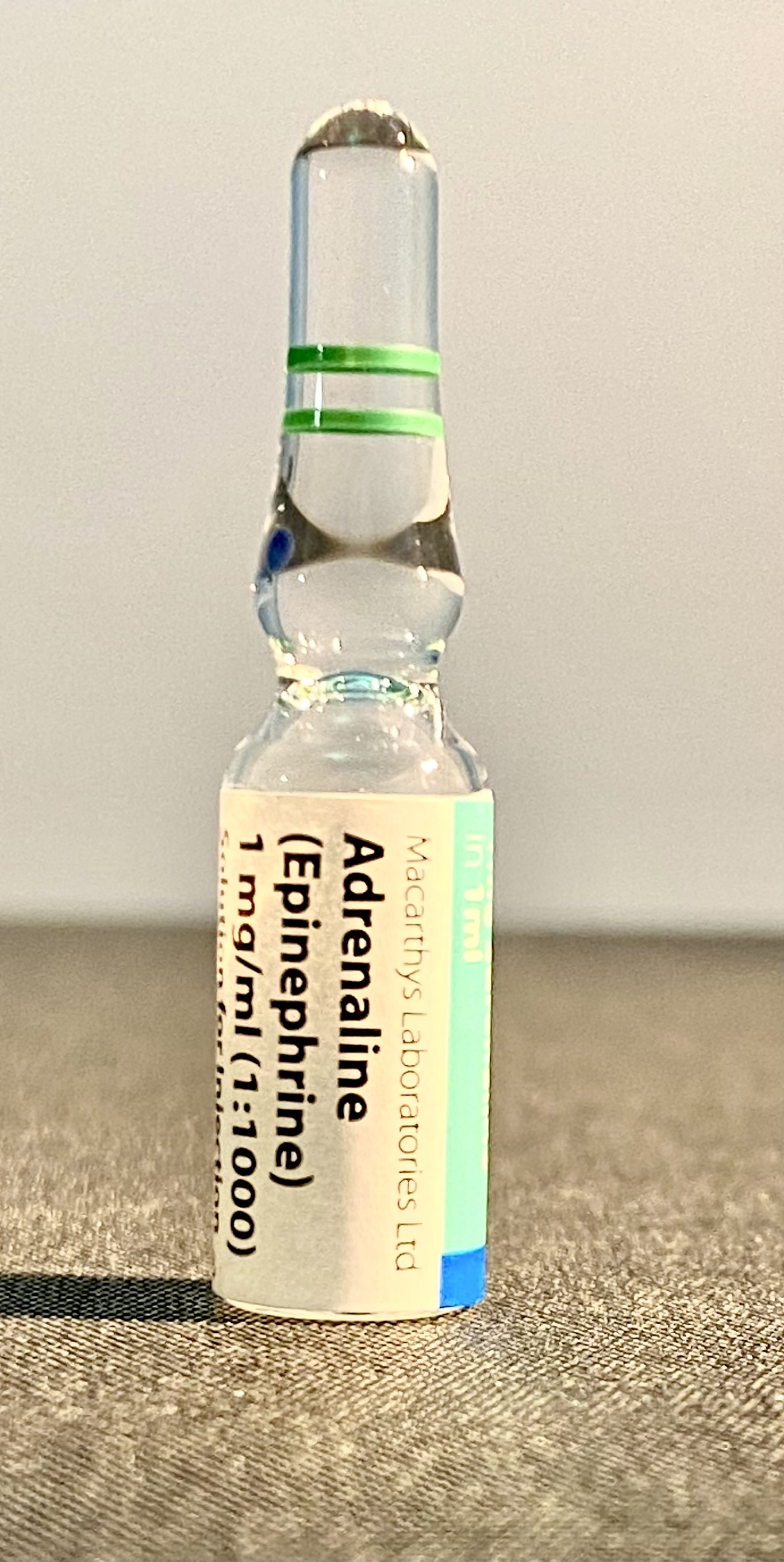
アドレナリンのアンプル。手術室で用いられるアドレナリンは注射薬であり、注射針を接続した注射器に内容液を吸引して用いる。このアンプルは海外製品。

## 治療
アナフィラキシーと診断したら、心肺蘇生に準じた治療が必要となる。すなわち、気道確保、呼吸管理、循環管理である。被疑薬剤・物質は速やかに投与を中止する。下肢を挙上し（トレンデレンブルク体位）、静脈路を確保し、十分な輸液を行う。重篤な血圧低下に対しては、厳重なモニター（心電図、血圧計、パルスオキシメータなど）の上で、第1選択薬である、アドレナリン0.2µg/kgを静脈内投与する。静脈路がなければ、0.3mgを筋肉注射する。この投与量、投与経路は日本麻酔科学会のガイドラインの推奨だが、日本アレルギー学会はアドレナリン0.01mg/kg（最大0.5mg）の大腿中央への筋肉注射を推奨している。副腎皮質ホルモンや抗ヒスタミン薬は第2選択薬であり、それぞれアナフィラキシーの遷延化や、アナフィラキシーで体内に放出されたヒスタミンによる有害作用を軽減できるが、これら単独では救命できない。アドレナリンは、上気道閉塞、蕁麻疹や血管性浮腫、下気道閉塞、低血圧、そしてショックの症状を緩和できる。心停止に至れば胸骨圧迫も行う。患者の状態が安定したら、24時間の厳重な経過観察が必要である。

## 術後診断
術後診断のゴールドスタンダードである皮膚テストは、アナフィラキシー発症から4-6週後に実施する。皮膚テストにはプリックテストと皮内反応があり、プリックテストが陰性であれば、皮内反応を行う。パッチテストは、接触性皮膚炎や薬疹の検査であり、リンパ球刺激試験は遅延型アレルギーの検査であるため、I型アレルギーであるアナフィラキシーの検査には適していない。皮膚テストは確実な結果を保証するものではなく、フランスの報告ではアナフィラキシー被疑薬の確定診断に至ったのは72.9%であった。

## 局所麻酔薬によるアレルギー

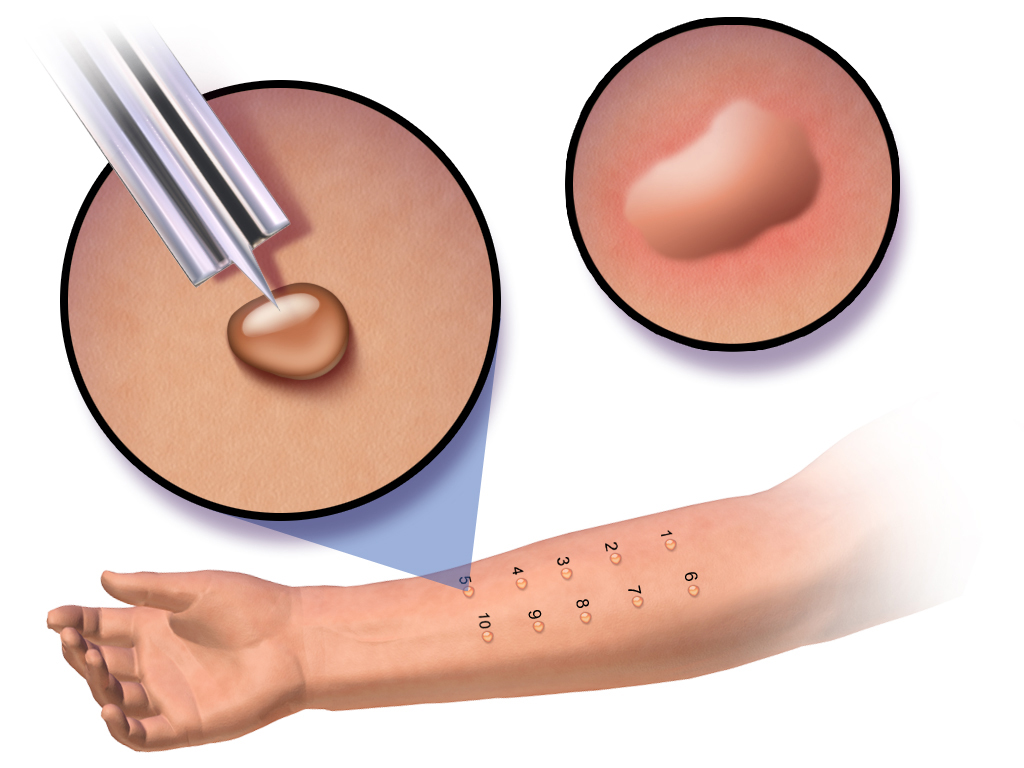
プリックテストのイラスト。被疑薬を皮膚に垂らしたあと、同部位に細い針で皮膚に小さな穴をあける。膨疹の大きさで陽性の有無を判定する。

局所麻酔薬によるアレルギーは稀である。局所麻酔薬による有害作用がしばしば、局所麻酔薬によるアレルギーと誤解されている。局所麻酔薬による有害作用（アレルギーではない）は0.5-26%の範囲で生じているが、歯科における非盲検前向き研究において、有害作用が報告された5018人にアレルギーは無く、ドイツの歯科医を対象としたアンケートでは、有害作用は4.5%が経験したものの、アレルギーは1%未満であった。最も多く報告された有害作用は、めまい、頻脈、動悸、および発汗であった。一方、局所麻酔薬による、アレルギー性接触性皮膚炎は、比較的起こりやすく、発生率は2-3%とされる。非アレルギー性の有害作用の多くの原因は、局所麻酔薬の毒性、血管迷走神経反射、不安、そして局所麻酔薬に添加されている血管収縮薬（アドレナリン）などの副作用である。